# Playa (Yabucoa)
Playa es un barrio ubicado en el municipio de Yabucoa en el estado libre asociado de Puerto Rico. En el Censo de 2010 tenía una población de 4915 habitantes y una densidad poblacional de 404,02 personas por km².

## Geografía
Playa se encuentra ubicado en las coordenadas 18°4′21″N 65°49′43″O / 18.07250, -65.82861. Según la Oficina del Censo de los Estados Unidos, Playa tiene una superficie total de 12.17 km², de la cual 12.06 km² corresponden a tierra firme y (0.83%) 0.1 km² es agua.

## Demografía
Según el censo de 2010, había 4915 personas residiendo en Playa. La densidad de población era de 404,02 hab./km². De los 4915 habitantes, Playa estaba compuesto por el 56.32% blancos, el 20.26% eran afroamericanos, el 0.51% eran amerindios, el 0.22% eran asiáticos, el 10.09% eran de otras razas y el 12.59% pertenecían a dos o más razas. Del total de la población el 98.41% eran hispanos o latinos de cualquier raza.